# شارلوت کیت فاکس
شارلوت کیت فاکس (انگلیسی: Charlotte Kate Fox؛ زادهٔ ۱۴ اوت ۱۹۸۵) هنرپیشه اهل ایالات متحده آمریکا است.